# Hipparcos-kataloget
Hipparcos-kataloget er en omfattende liste over positioner, parallakser og egenbevægelser for 118 000 stjerner i Mælkevejsgalaksen. De blev målt med Hipparcos-satellitten med en ikke tidligere opnået præcision. Usikkerheden i positionsbestemmelsen er helt nede på omkring 0.001″, dvs. et millibuesekund (mas). Måleresultaterne er tilgængelige på internettet (se nedenfor).
Hipparcos (High Precision Parallax Collecting Satellite) var en astrometrisk satellit, som blev opsendt af ESA i august 1989 og leverede data mellem november 1989 og marts 1993.
Satellitten var opkaldt efter den græske astronom Hipparchos fra Nicaea (ca. 190 f.v.t. - ca. 120 f.v.t.), der først samlede et katalog med positioner af over 1000 stjerner og påviste ændringer i deres positioner som følge af jordaksens langsomme præcessionsbevægelse.
Som et sideresultat fik Hipparcos også observeret asteroider adskillige gange i løbet af sin treårige driftsperiode. De blev kombineret med præcise målinger med meridiankredse (på La Palma og i Bordeaux) for at bestemme deres baner i Solsystemet. Man opnåede en nøjagtighed på 0.04″ eller typisk 75 m.

## Tycho-katalogerne
Derudover målte et andet instrument om bord på satellitten på over 2.5 millioner stjerner. Mere end en million objekter kan findes i Tycho 1-kataloget fra 1997 med en stadig imponerende nøjagtighed på 0.02″. Tycho-kataloget gennemgik en revision af de indsamlede data med forbedret datareduktion. Det øgede nøjagtigheden, og antallet af objekter i Tycho 2-kataloget voksede til over 2.5 millioner.
Tycho-katalogerne er opkaldt  efter Tycho Brahe, der som den første astronom indså vigtigheden af at måle på den samme stjerneposition mange gange for derved dels at kunne afsløre målefejl og dels opnå en bedre nøjagtighed.

## Uddrag fra Hipparcos-kataloget
Tabellen herunder viser et uddrag fra starten og slutningen af Hipparcos-kataloget. Stjerner identificeres ved deres HIP-nummer. Her medtages rektascension, deklination, visuel størrelsesklasse, parallakse (i millibuesekunder) og egenbevægelser i rektascension og deklination (i millibuesekunder pr. år).
| Nummer | Rektascension Sexagesimal | Rektascension Sexagesimal | Rektascension Sexagesimal | Deklination Sexagesimal | Deklination Sexagesimal | Deklination Sexagesimal | Rektascension Decimal   | Deklination Decimal     | V    | Parallakse | Egenbevægelse                  | Egenbevægelse                  |
| HIP    | {\displaystyle \alpha }   | {\displaystyle \alpha }   | {\displaystyle \alpha }   | {\displaystyle \delta } | {\displaystyle \delta } | {\displaystyle \delta } | {\displaystyle \alpha } | {\displaystyle \delta } |      | p          | {\displaystyle \mu _{\alpha }} | {\displaystyle \mu _{\delta }} |
| ------ | ------------------------- | ------------------------- | ------------------------- | ----------------------- | ----------------------- | ----------------------- | ----------------------- | ----------------------- | ---- | ---------- | ------------------------------ | ------------------------------ |
|        | h                         | m                         | s                         | ±°                      | ′                       | ″                       | grader                  | grader                  | mag  | mas        | mas/a                          | mas/a                          |
| 1      | 00                        | 00                        | 00.22                     | +01                     | 05                      | 20.4                    | 0.000 911 85            | + 01.089 013 32         | 9.10 | 3.54       | –5.20                          | –1.88                          |
| 2      | 00                        | 00                        | 00.91                     | -19                     | 29                      | 55.8                    | 0.003 797 37            | – 19.498 837 45         | 9.27 | 21.90      | 181.21                         | –0.93                          |
| 3      | 00                        | 00                        | 01.20                     | +38                     | 51                      | 33.4                    | 0.005 007 95            | + 38.859 286 08         | 6.61 | 2.81       | 5.24                           | –2.91                          |
| 4      | 00                        | 00                        | 02.01                     | -51                     | 53                      | 36.8                    | 0.008 381 70            | – 51.893 546 12         | 8.06 | 7.75       | 62.85                          | 0.16                           |
| 5      | 00                        | 00                        | 02.39                     | -40                     | 35                      | 28.4                    | 0.009 965 34            | – 40.591 224 40         | 8.55 | 2.87       | 2.53                           | 9.07                           |
| ...    |                           |                           |                           |                         |                         |                         |                         |                         |      |            |                                |                                |
| 118321 | 23                        | 59                        | 54.78                     | -64                     | 22                      | 21.3                    | 359.978 238 91          | – 64.372 572 20         | 9.20 | 10.22      | 216.99                         | 106.46                         |
| 118322 | 23                        | 59                        | 54.91                     | -65                     | 34                      | 27.5                    | 359.978 791 95          | – 65.577 077 74         | 4.49 | 8.71       | 48.63                          | -22.33                         |

## Udblik
Hipparcos-kataloget og de to Tycho-kataloger var den bedste realisering af det nye referencekoordinatsystem på himlen, ICRF, indtil offentliggørelsen af resultaterne af Gaia-missionen. Positionerne af 100 000 klare stjerner ned til en størrelsesklasse på 11.5 dannede en ny referencerammetil brug for måling af stjernepositioner, Hipparcos Celestial Reference Frame (HCRF) med en nøjagtighed på 1 mas. De muliggør det nu også for amatørastronomer at måle ethvert himmelobjekt præcist og halvautomatisk ved hjælp af et teleskop et og digitalkamera.